# Тео (певец)
Юрий Алексеевич Ващук (бел. Юрый Аляксеевіч Вашчук; 24 января 1983 в деревне Хидры Кобринского района, Белорусская ССР, СССР) — белорусский певец, аранжировщик, композитор, известный под псевдонимом TEO (от греч. θεός — «Бог»), представлявший Беларусь на конкурсе песни «Евровидение 2014» с песней «Cheesecake».

## Биография
Юрий Ващук родился 24 января 1983 года в деревне Хидры. Через 4 года занятий на баяне стал лауреатом международного конкурса «Подснежники» («Пралескi»). Первым серьёзным конкурсом стал телепроект «Звёздное распутье» («Зорная ростань»). В 2000 году был приглашён на работу в государственный Национальный концертный оркестр Беларуси под управлением Михаила Финберга. В 2008 году закончил Белорусский государственный университет культуры и искусств.
Был ведущим программы «Вперёд в прошлое» («Наперад у мінулае»), которая выходила на телеканалах «Беларусь 3» и «Беларусь 24».
В 2011–2014 годах стал обладателем ряда национальных музыкальных премий премий «Ліра»: «Открытие года» (2011), «Лучший аранжировщик» (2012), «Лучший автор музыки» (за песню «Беларусь великая» (совместно с Леонидом Шириным), 2013), «Лучший исполнитель года» (2014), «Лучшая песня года» («Cheesecake», 2014).
Женат на Ольге Рыжиковой.

### Участие на Евровидении 2014
По результатам организованного Белтелерадиокомпанией Национального отборочного тура на международного конкурса песни «Евровидение-2014» получил приз от членов жюри и статуэтку «Хрустальное сердце» за песню Cheesecake. 8 мая во втором полуфинале Ващук под псевдонимом ТЕО выступил под номером 10 и занял 5 место с результатом в 87 баллов, что дало ему право представить Беларусь в финале конкурса. 10 мая 2014 года ТЕО выступил под номером 2 и занял 16-е место, набрав 43 балла.. Непродолжительное время песня продвигалась государственными СМИ и белорусскими радиостанциями, отрабатывавшими установленную государством норму в 75 % белорусской эстрады в эфире.

## Награды
- Медаль Франциска Скорины (27 февраля 2015)[11].